# Лептадения
Лептадения (лат. Leptadenia; от др.-греч. λεπτός, leptos — тонкий, узкий и ἀδήν, aden — железа) — род растений семейства Кутровые (Apocynaceae), распространенный в саваннах, полупустынных и пустынных областях Африки севернее Танзании и Мадагаскара, а также Азии от Аравийского полуострова до Индокитая.

## Ботаническое описание
Кустарники или кустарнички, 0,3—2(5) м высотой, голые до опушённые. Побеги часто пробковые или тонкобороздчатые. Листья в редких случаях опадающие и чешуевидные, эллиптические, ланцетные, яйцевидные или стреловидные, 0,5—10 см длиной; прилистники нитевидные.
Соцветия 10—20-цветковые; цветки со сладким запахом. Венчик колесовидный, кремовый, 3—4 мм длиной; лопасти ланцетные, реснитчатые; привенчик из 5 свободных, коротких, кремоватых, дельтовидных лопастей, сросшихся с пыльниками. Колонка сидячая, придатки отсутствуют. Поллинии яйцевидные; ножки изогнутые, трапециевидные. Стручки висячие, 5—11 см длиной. Хромосомы 2n=22.

## Виды
Род включает 6 видов:
- Leptadenia arborea (Forssk.) Schweinf.
- Leptadenia jazanica Masrahi
- Leptadenia lanceolata (Poir.) Goyder
- Leptadenia madagascariensis Decne.
- Leptadenia pyrotechnica (Forssk.) Decne. — Лептадения пиротехническая
- Leptadenia reticulata (Retz.) Wight & Arn.